# Por amor al comercio
Por amor al comercio es el tercer álbum de estudio del grupo español Esclarecidos, publicado por GASA en 1987.

## Lista de canciones
1. La Carta.
2. ¿Cuál es la diferencia?
3. Camina deprisa.
4. Por amor al comercio.
5. Unas congas y un café.
6. Apostar.
7. Un par de frases.
8. Señorita, por favor.
9. Los buitres.
10. Un agujero en el cielo.

## Músicos
- Cristina Lliso.
- Nacho Lliso.
- Alfonso Pérez
- Coyán Manzano.
- Manuel Illán.
- Fernando Mata.
- Pepe Cardona El víbora.
- Paco Trinidad.